# Аса (Еро)
Аса (фр. Assas) је насеље и општина у јужној Француској у региону Лангдок-Русијон, у департману Еро која припада префектури Монпелије.
По подацима из 2011. године у општини је живело 1.517 становника, а густина насељености је износила 79,38 становника/km². Општина се простире на површини од 19,11 km². Налази се на средњој надморској висини од 85 метара (максималној 164 m, а минималној 59 m).

## Демографија
| 1962. | 1968. | 1975. | 1982. | 1990. | 1999. | 2011. |
| ----- | ----- | ----- | ----- | ----- | ----- | ----- |
| 352   | 352   | 506   | 815   | 992   | 1.305 | 1.517 |

График промене броја становника у току последњих година